# 眼科学

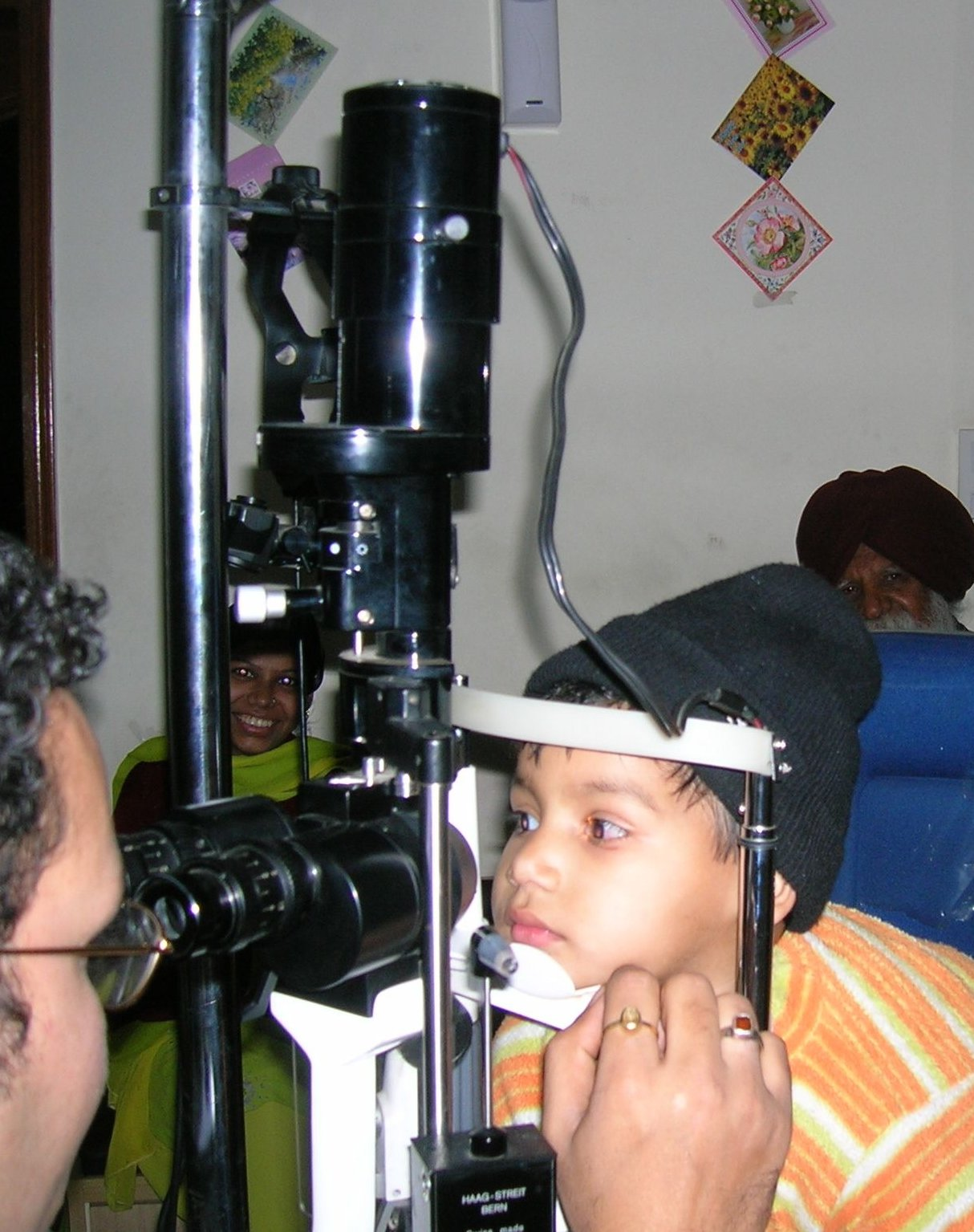
眼科門診部的眼睛檢查

眼科学是醫學上研究眼部疾患一個分支，研究发生在视觉系统，包括可侵犯眼部的病理及眼內科和外科處理，眼球及与其相关联的组织有关疾病皆含括在內。
1851年，德国的赫爾曼·馮·亥姆霍茲发明了检眼镜，眼科学才真正独立成为一门学科。

## 主要的眼疾
- 眼睑病：麦粒腫、霰粒腫
- 泪器病：干眼症
- 眼表疾病
- 结膜病：结膜炎
- 角膜病
- 巩膜病
- 晶状体病：白内障
- 青光眼
- 葡萄膜病：葡萄膜炎、原田病
- 玻璃体病：飛蚊症
- 视网膜病
- 视神经病
- 斜视與弱视
- 眼眶病
- 眼外伤
- 全身疾病的眼部表现
- 眼手术学：白内障手术、眼球摘除术
- 眼科急症：急性闭角型青光眼、视网膜中央动脉阻塞、眼外伤

## 眼科分類
- 眼解剖：晶体
- 眼胚胎学
- 眼生理学
- 眼遗传学
- 眼科药物
- 眼科检查:波阵面像差

眼部症状
眼部体征：角膜后沉积物

## 参看
- 视光学
- 近視
- 遠視
- 散光
- 老花
- 準分子雷射
- 神经眼科学